# Victor Prunelle
Victor-Gabriel Prunelle (La Tour-du-Pin, 23 de junio de 1777-Vichy, 20 de agosto de 1853) fue un médico y un político francés.
Realizó sus estudios en las facultades de medicina de Montpellier y de París, se convirtió en médico en 1798. En 1799, el Directorio le pidió que se reuniera con Napoleón Bonaparte en Egipto, donde la peste estaba arrasando el ejército. Pero fue detenido por los ingleses en Malta. Consiguió escapar, recorrió España y volvió a París. Efectuó una carrera militar bajo el mandato de Napoleón I.
De vuelta a la capital, colaboró en los Annales encyclopédiques de Millin. También colaboró en la Décade Philosophique, en la cual se dedicó a vulgarizar las doctrinas de Kant, de Fichte y de Schelling. Fue nombrado, en 1803, bibliotecario de la Facultad de Medicina de Montpellier, y obtuvo en 1807 la cátedra de medicina legal de esa misma facultad. Ejerció la profesión de profesor en la Facultad de Medicina de París.
Sus ideas filosóficas y políticas fueron juzgadas como demasiado liberales y en 1815 fue despedido de sus funciones de bibliotecario, y en 1819, por las mismas razones fue destituido como profesor. Fue entonces cuando se mudó a Lyon donde su talento y su reputación le hicieron ganarse una rica clientela. Durante la revolución de 1830, se convirtió en alcalde de Lyon, y sus electores de La Tour-du-Pin le enviaron como representante en la Cámara de los diputados. Pareció olvidar entonces sus ideas liberales, para manifestar una devoción sin límites a la Monarquía de Julio. Votó casi siempre a favor del ministerio.
No fue reelegido en 1839, y se retiró de la vida política. Se mudó a Vichy para ejercer las funciones de inspector de aguas minerales. Se convirtió en alcalde de esa ciudad en 1848. A pesar de haber ganado mucho dinero ejerciendo su profesión de médico, dejó a su muerte, deudas por valor de más de 200 000 francos.
Mandatos como político:
- Diputado de l’Isère.
- Diputado de La Tour-du-Pin.
- Nombrado alcalde de Lyon el 21 de octubre de 1830.
- Nombrado alcalde de Vichy del 16 de agosto de 1848 al 20 de agosto de 1853.